# Avusy
Avusy ist eine politische Gemeinde des Kantons Genf in der Schweiz.
Zur Gemeinde gehören die Dörfer Avusy-Village, Athenaz, Sézegnin und der Weiler Champlong.

## Geschichte
Das Dorf ist 1260 als Avussie erwähnt worden. Während Genf im Pariser Vertrag 1749 Chancy und Avully und 1754 im Vertrag von Turin Cartigny zugesprochen erhielt, gelangte das vormals unter savoyischer Herrschaft stehende Avusy im letzteren Vertrag an das Königreich Sardinien. 1816 ging Avusy als Gemeinde Avusy-Laconnex-Soral schliesslich an den Kanton Genf über. 1847 wurde Avusy selbständig.

## Bevölkerung
| Bevölkerungsentwicklung | Bevölkerungsentwicklung | Bevölkerungsentwicklung | Bevölkerungsentwicklung | Bevölkerungsentwicklung | Bevölkerungsentwicklung | Bevölkerungsentwicklung | Bevölkerungsentwicklung | Bevölkerungsentwicklung | Bevölkerungsentwicklung | Bevölkerungsentwicklung | Bevölkerungsentwicklung |
| ----------------------- | ----------------------- | ----------------------- | ----------------------- | ----------------------- | ----------------------- | ----------------------- | ----------------------- | ----------------------- | ----------------------- | ----------------------- | ----------------------- |
| Jahr                    | 1850                    | 1900                    | 1950                    | 1980                    | 2000                    | 2010                    | 2012                    | 2014                    | 2015                    | 2016                    | 2017                    |
| Einwohner               | 510                     | 452                     | 343                     | 504                     | 1177                    | 1378                    | 1443                    | 1450                    | 1426                    | 1405                    | 1424                    |

## Sport
Der RC Avusy gehört zu den führenden Rugby-Union-Vereinen der Schweiz. Er trägt seine Heimspiele im Stade d’Athenaz aus und wurde bisher dreimal Schweizer Meister.